# Алосно
Алосно (ісп. Alosno) — муніципалітет в Іспанії, у складі автономної спільноти Андалусія, у провінції Уельва. Населення — 4386 осіб (2010).
Муніципалітет розташований на відстані близько 430 км на південний захід від Мадрида, 35 км на північ від Уельви.
На території муніципалітету розташовані такі населені пункти: (дані про населення за 2010 рік)
- Алосно: 2356 осіб
- Тарсіс: 2030 осіб

## Демографія
Динаміка населення (INE ):